# Poire à Botzi
La Poire à Botzi est un type de poire à cuire cultivé dans le canton de Fribourg. Le fruit est souvent utilisé dans le menu de chasse ou lors de la bénichon.
La commercialisation du fruit est protégée par une AOP depuis le 5 octobre 2007.

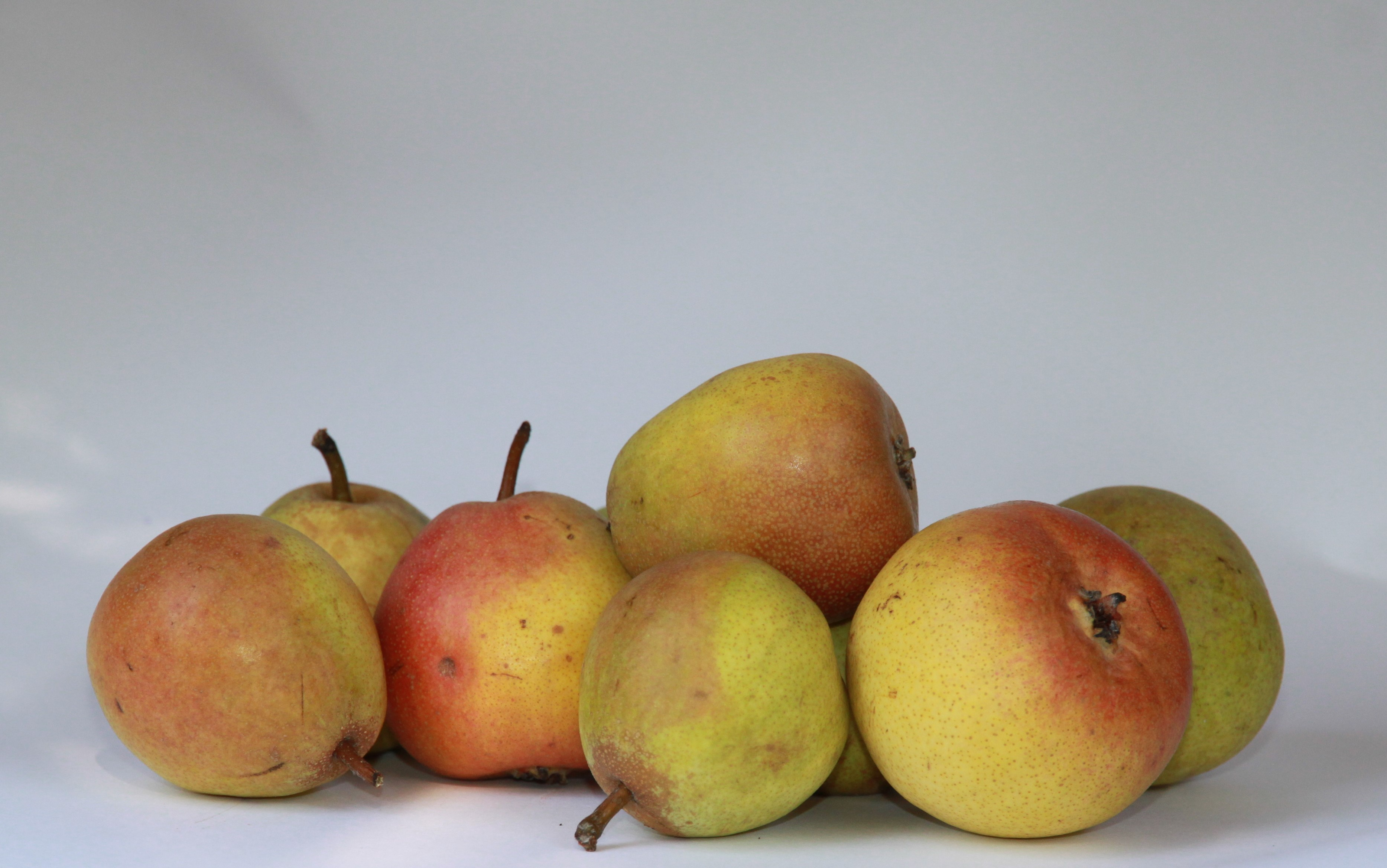
Poires à Botzi

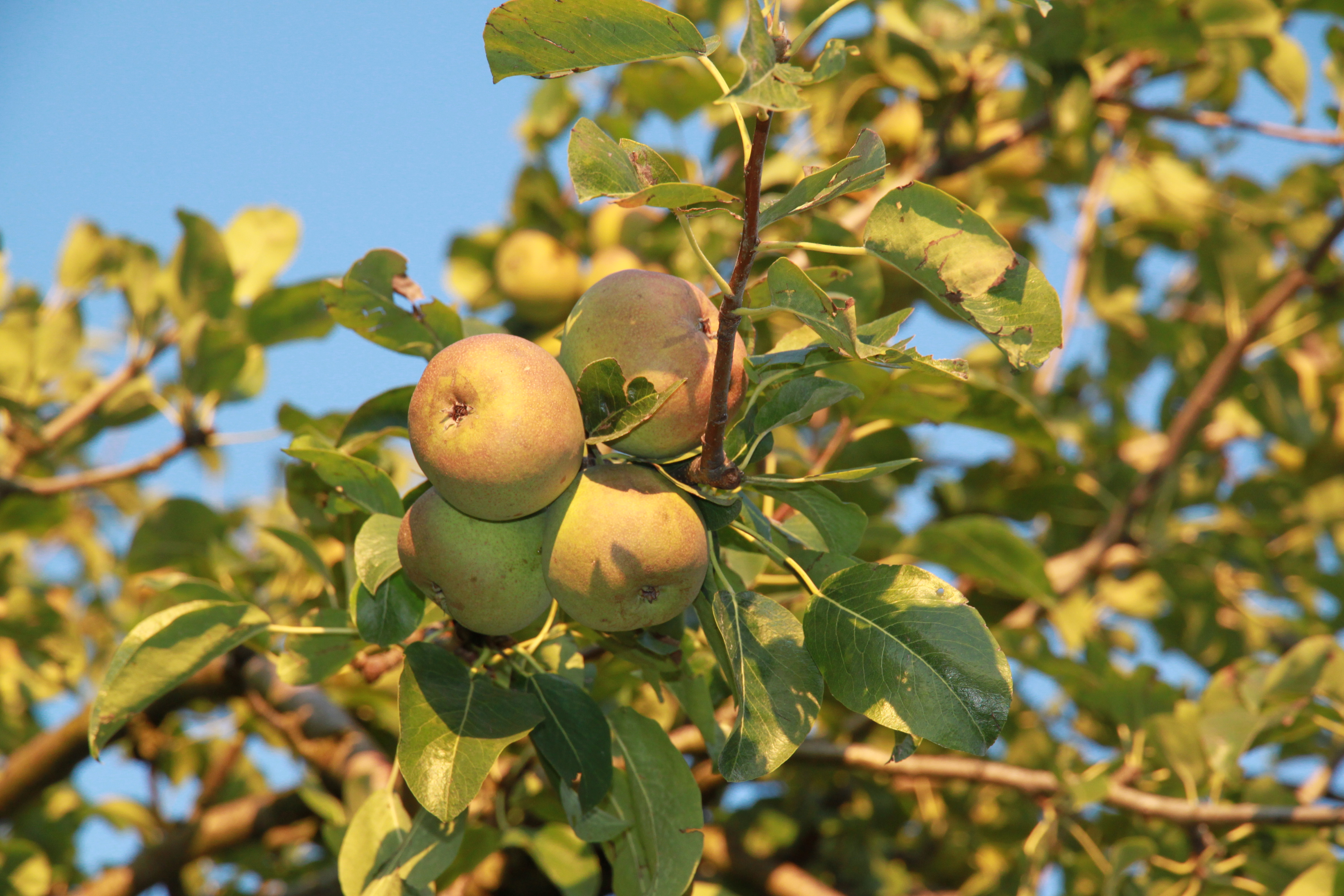
Les poires à Botzi, une spécialité fribourgeoise, poussent en grappes et non individuellement sur l'arbre.

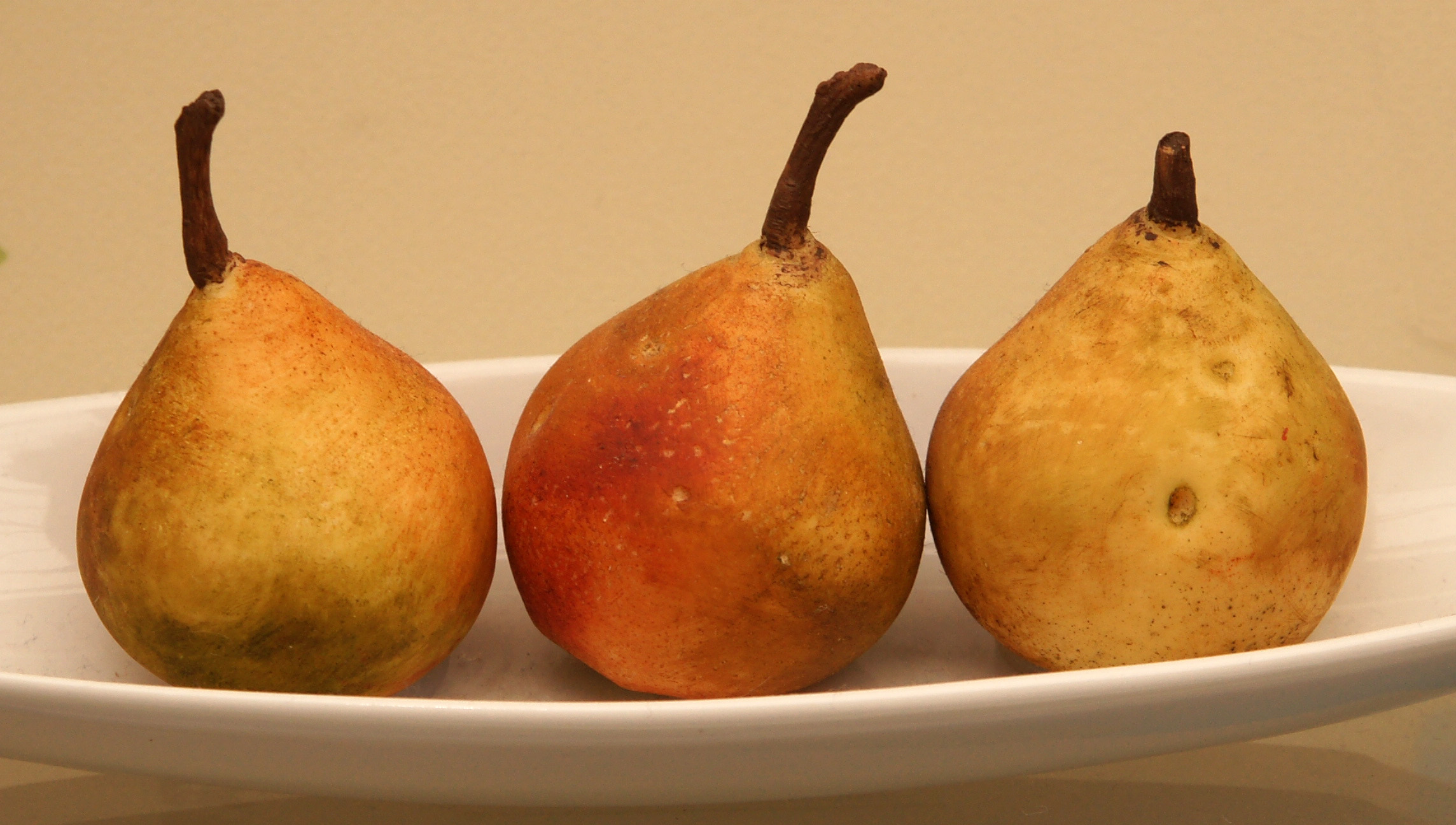
Poires à Botzi.

## Origine
Le nom « botzi » ou « botsi », en patois fribourgeois, signifie grappe de cerises ou grappe de poires. En allemand, le terme « Büschelibirne » correspond tout à fait à cette signification.
Selon certaines sources, des mercenaires fribourgeois auraient ramené cette poire de la région de Naples il y a trois ou quatre siècles.

## Description

### Arbre
Il se cultive des rives du lac de Neuchâtel jusqu'aux Préalpes fribourgeoises. C'est un arbre d'altitude qu'on ne trouve guère au-delà de 900 mètres.

### Fruit
Le fruit qui pousse en grappe est petit : d'un calibre de 35 à 55 mm. Il est de forme ronde, avec une légère cavité au niveau du pédoncule. La couleur varie du vert au rouge brun avec des joues rouges et de nombreuses lenticelles, variant en fonction du porte-greffe, de la nature du sol, de l'altitude et de l'exposition. La chair va du clair au jaune foncé.
La maturité est atteinte en septembre-octobre.